# Smedjebacken
För det tidigare området i Örebro med detta namn, se Örebro gevärsfaktori. För stadsdelen i Helsingfors, se Smedjebacka.

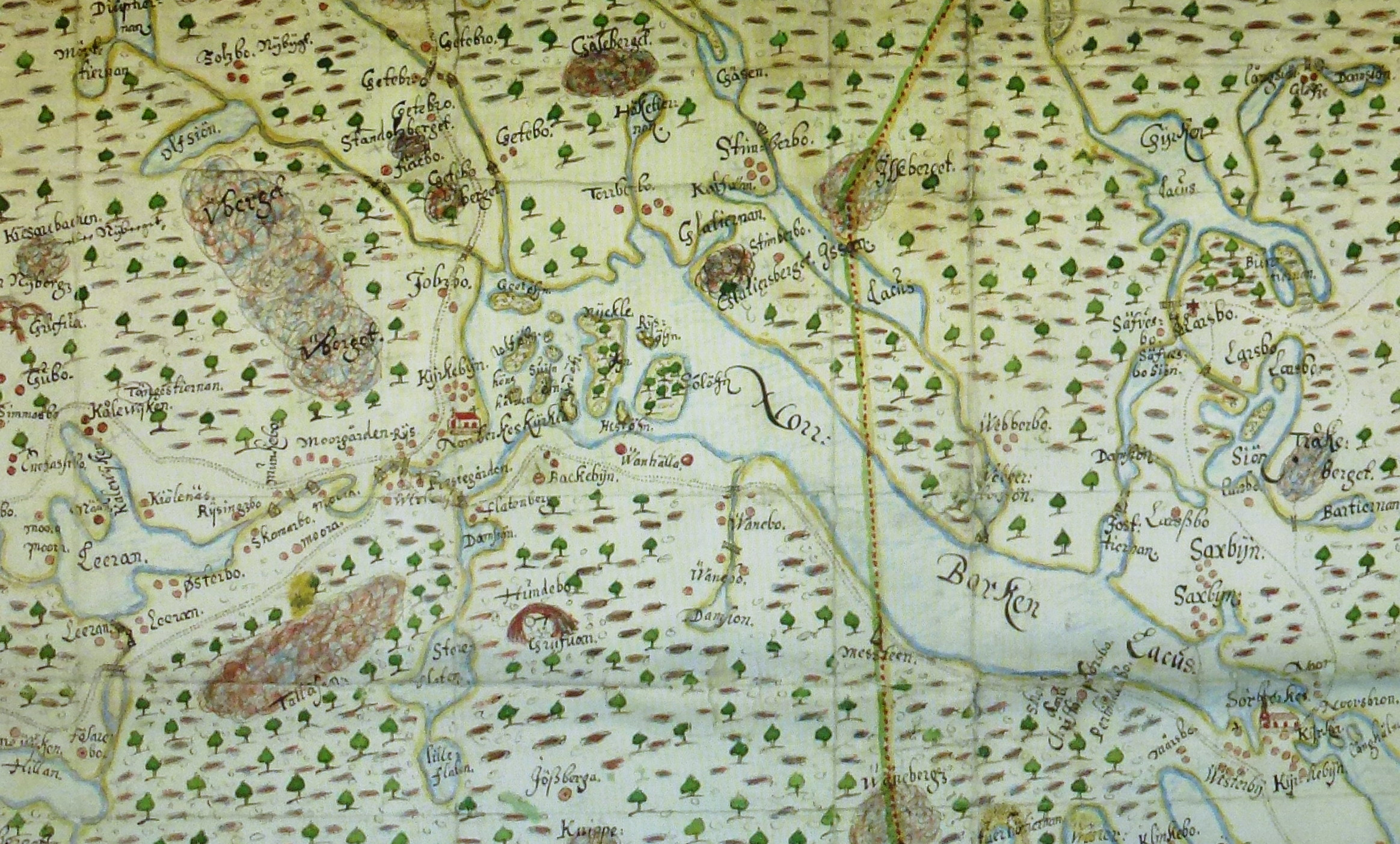
Smedjebacken med Norra Barken 1654.

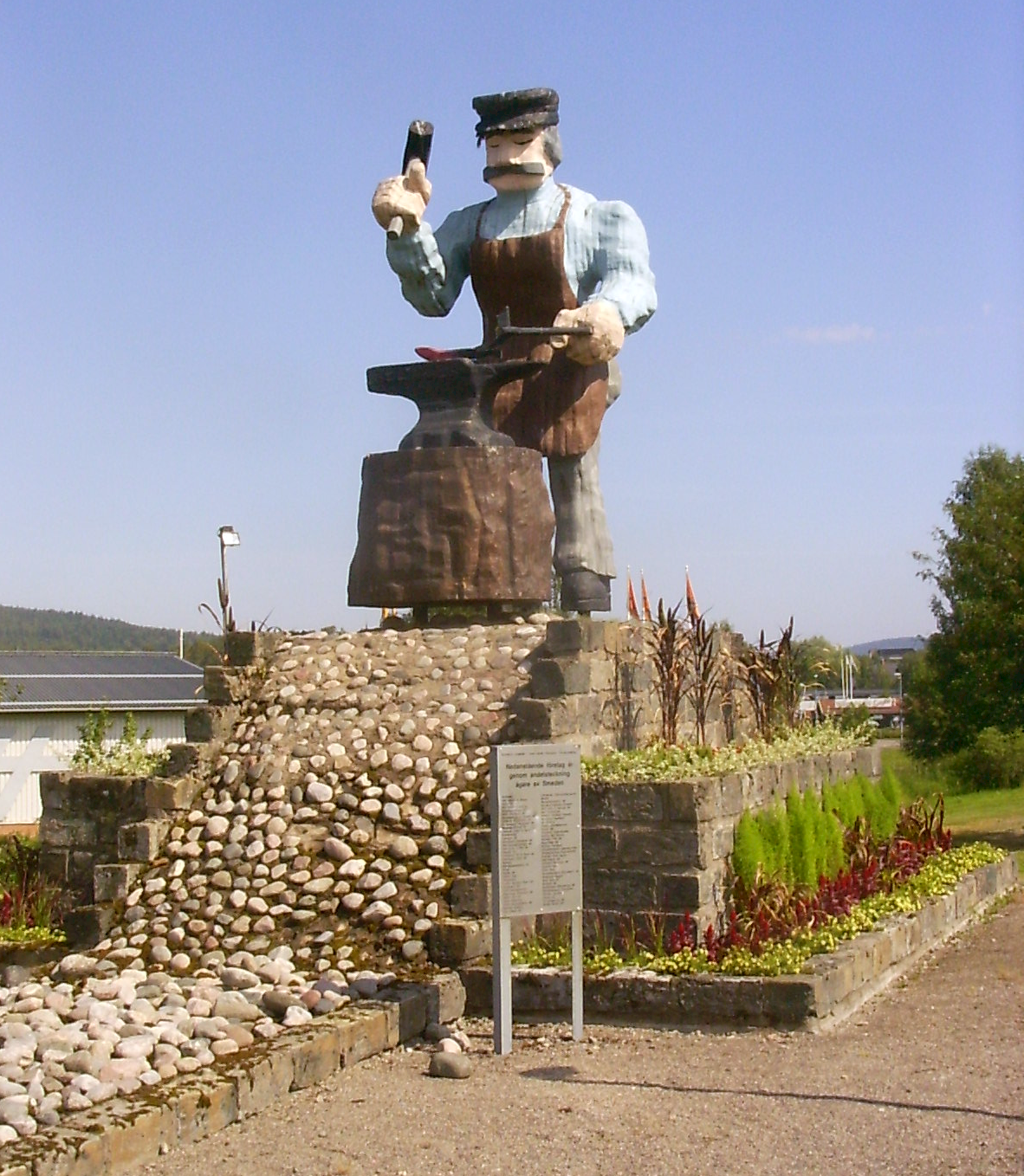
Smeden vid infarten från riksväg 66, skulptur av Sven-Göran Niklasson.

Smedjebacken är en tätort i södra Dalarna och centralort i Smedjebackens kommun, Dalarnas län. Orten ligger vid sjön Norra Barken cirka fyra mil söder om Borlänge. Till tätorten räknas även Morgårdshammar. Smedjebacken är mest känd för sin järnindustri. Genom åren har flera hyttor och gruvor upprättats i området. Smedjebackens Walsverk, nuvarande Ovako, grundades 1856.

## Historia
På 1300-talet uppfördes Norrbärke kyrka, en stenkyrka i Norrbärke kyrkby, mer känd som endast "By" i Norrbärke socken, numera inom tätorten Smedjebacken. Kyrkan byggdes ut under åren mellan 1661 och 1724 för att till slut få sin nuvarande form. Kyrkans inventarier kom till stor del från socknens brukspatroner och bergsmän. 
I trakten hade det sedan länge funnits små smedjor och 1631 anlades på samma plats som dagens stålföretag Ovako en bergsmanssmedja. Orten växte med tiden också fram som ett kommunikationscentrum då både lands- och vattenvägar möts här. Här låg också en hamn för utskeppning av järn från traktens hyttor och smedjor. Flatenbergs hytta finns idag kvar som museum strax utanför samhället.
I Norrbärke hembygdsgård, Smedjebackens gammelgård, finns en del maskiner av Christopher Polhem och 15 gamla byggnader, däribland Bellmangården, som tillhört Carl Michael Bellmans mormors far.

### Ortnamnet
Namnet återfinns i skrift 1762 och avsåg då en handelsplats. Det finns två olika tolkningar av namnet. Ena varianten är att det utgår från ordet smedbacke/smedjebacke, 'sluttning i anslutning till smedja'. Annat alternativ är en backe där en smedja stått/ett hus där en smed bott'.

### Hamnen och lokstallet
Smedjebackens hamn blev mycket viktig från och med år 1795 då Strömsholms kanal stod färdig med sin norra ändpunkt i Smedjebacken. Bebyggelsen växte vid den tiden fram längs Kyrkogatan. Den största expansionen av samhället kom efter 1856 då Smedjebackens Walsverk byggdes. Den smalspåriga järnvägsförbindelsen Wessman-Barkens Järnväg (WBJ) som förband samhället och dess hamn med Ludvika stod färdig 1859. För att möta den ökade efterfrågan på bostäder uppfördes bostadshus nu även i Västansjö söder om Kolbäcksån och på platsen stod den nya järnvägsstationen klar år 1900. Idag används hamnen endast av fritidsbåtar.
Idag ingår Smedjebackens hamn och lokstall i Ekomuseum Bergslagen. Bevarade är bland annat ångbåtsbrygga, lokstall, godsmagasin och järnbod.

### Administrativa tillhörigheter
Smedjebacken var och är belägen i Norrbärke socken och ingick efter kommunreformen 1862 i Norrbärke landskommun där 7 juni 1895 Smedjebackens municipalsamhälle inrättades. Municipalsamhället med kringområde utbröts 1918 ur landskommunen och bildade Smedjebackens köping. Köpingskommunen införlivade 1967 Norrbärke socken/landskommun och uppgick 1971 i Smedjebackens kommun där Smedjebacken sedan dess är centralort.
I kyrkligt hänseende har Smedjebacken alltid hört till Norrbärke församling.
Orten ingick till 1 september 1907 i Norrbärke tingslag och därefter till 1971 i Västerbergslags domsagas tingslag. Från 1971 till 2001 ingick orten i Ludvika domsaga och Smedjebacken ingår sedan 2001 i Falu domkrets.

### Befolkningsutveckling
| Befolkningsutvecklingen i Smedjebackens köping 1920–1955 | Befolkningsutvecklingen i Smedjebackens köping 1920–1955 | Befolkningsutvecklingen i Smedjebackens köping 1920–1955 | Befolkningsutvecklingen i Smedjebackens köping 1920–1955 | Befolkningsutvecklingen i Smedjebackens köping 1920–1955 |
| --- | -------------------------------------------------------- | -------------------------------------------------------- | -------------------------------------------------------- | -------------------------------------------------------- |
| |                                                          |                                                          |                                                          |                                                          |
| År |                                                          |                                                          | Invånare                                                 |                                                          |
| 1920 | 1920                                                     |                                                          | 2 486                                                    | 2 486                                                    |
| 1925 | 1925                                                     |                                                          | 2 467                                                    | 2 467                                                    |
| 1930 | 1930                                                     |                                                          | 2 532                                                    | 2 532                                                    |
| 1935 | 1935                                                     |                                                          | 2 527                                                    | 2 527                                                    |
| 1940 | 1940                                                     |                                                          | 2 606                                                    | 2 606                                                    |
| 1945 | 1945                                                     |                                                          | 2 843                                                    | 2 843                                                    |
| 1950 | 1950                                                     |                                                          | 3 479                                                    | 3 479                                                    |
| 1955 | 1955                                                     |                                                          | 4 049                                                    | 4 049                                                    |
| Källa: SCB - Folkmängd inom administrativa områden 1910-1961 och Folkmängd 31 dec 1950-1975 i län, kommuner och församlingar enligt kommunindelningen 1 jan 1976. |                                                          |                                                          |                                                          |                                                          |

| Befolkningsutvecklingen i Smedjebacken 1960–2020 | Befolkningsutvecklingen i Smedjebacken 1960–2020 | Befolkningsutvecklingen i Smedjebacken 1960–2020 | Befolkningsutvecklingen i Smedjebacken 1960–2020 | Befolkningsutvecklingen i Smedjebacken 1960–2020 |
| ------------------------------------------------ | ------------------------------------------------ | ------------------------------------------------ | ------------------------------------------------ | ------------------------------------------------ |
|                                                  |                                                  |                                                  |                                                  |                                                  |
| År                                               |                                                  |                                                  | Folkmängd                                        | Areal (ha)                                       |
| 1960                                             | 1960                                             |                                                  | 6 614                                            |                                                  |
| 1965                                             | 1965                                             |                                                  | 7 453                                            |                                                  |
| 1970                                             | 1970                                             |                                                  | 8 395                                            |                                                  |
| 1975                                             | 1975                                             |                                                  | 8 418                                            |                                                  |
| 1980                                             | 1980                                             |                                                  | 8 020                                            |                                                  |
| 1990                                             | 1990                                             |                                                  | 7 286                                            | 630                                              |
| 1995                                             | 1995                                             |                                                  | 6 657                                            | 633                                              |
| 2000                                             | 2000                                             |                                                  | 5 660                                            | 635                                              |
| 2005                                             | 2005                                             |                                                  | 5 121                                            | 636                                              |
| 2010                                             | 2010                                             |                                                  | 5 100                                            | 636                                              |
| 2015                                             | 2015                                             |                                                  | 5 258                                            | 785                                              |
| 2020                                             | 2020                                             |                                                  | 5 235                                            | 813                                              |
|                                                  |                                                  |                                                  |                                                  |                                                  |

## Kommunikationer
Smedjebacken har en station på järnvägslinjen Bergslagspendeln och trafikeras av Tåg i Bergslagen. Tågen går sträckan Ludvika - Smedjebacken - Fagersta C - Västerås.
Smedjebackens järnvägsstation byggdes år 1900 och ritades av arkitekten Erik Lallerstedt (1864-1955) Länsstyrelsen i Dalarnas Län har utsett stationen till ett byggnadsminne

## Näringsliv

### Bankväsende
Norrbärke sparbank grundades 1859 och är alltjämt en fristående sparbank.
Kopparbergs enskilda bank hade kontor i Smedjebacken åtminstone från 1860-talet. Dalarnes bank etablerade ett kontor i Smedjebacken i februari 1904. Den uppgick år 1908 i Bankaktiebolaget Stockholm-Öfre Norrland. År 1915 etablerade Mälareprovinsernas bank ett kontor i Smedjebacken. Både Stockholm-Öfre Norrland och Mälarbanken uppgick senare i Svenska Handelsbanken, medan Kopparbergsbanken uppgick i Göteborgs bank. Handelsbanken överlät år 1948 kontoret i Smedjebacken till Göteborgs bank.
Den 2 september 2011 stängde Nordea kontoret i Smedjebacken. Därefter hade sparbanken ortens enda bankkontor.

## Bilder

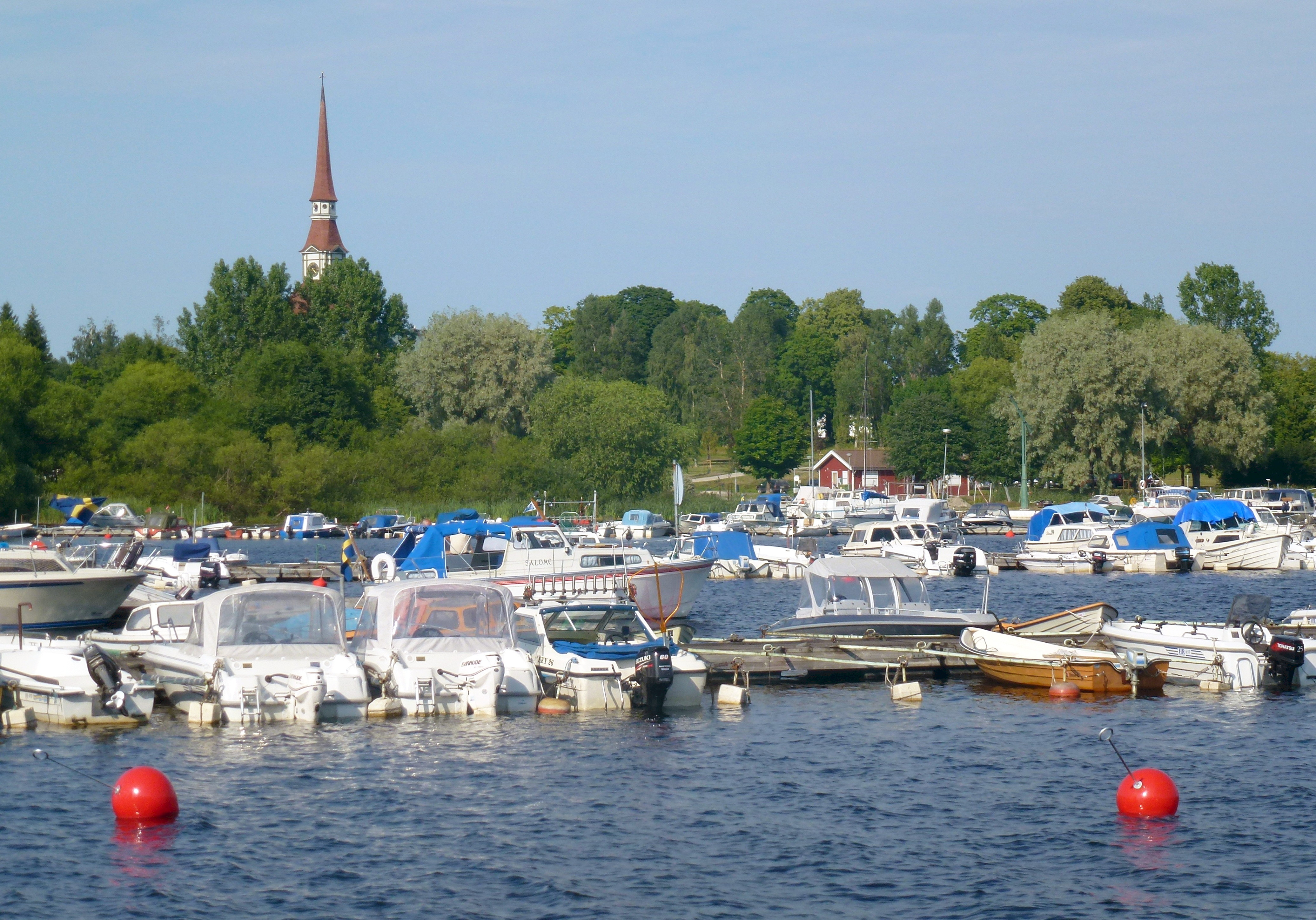
Smedjebackens gästhamn.
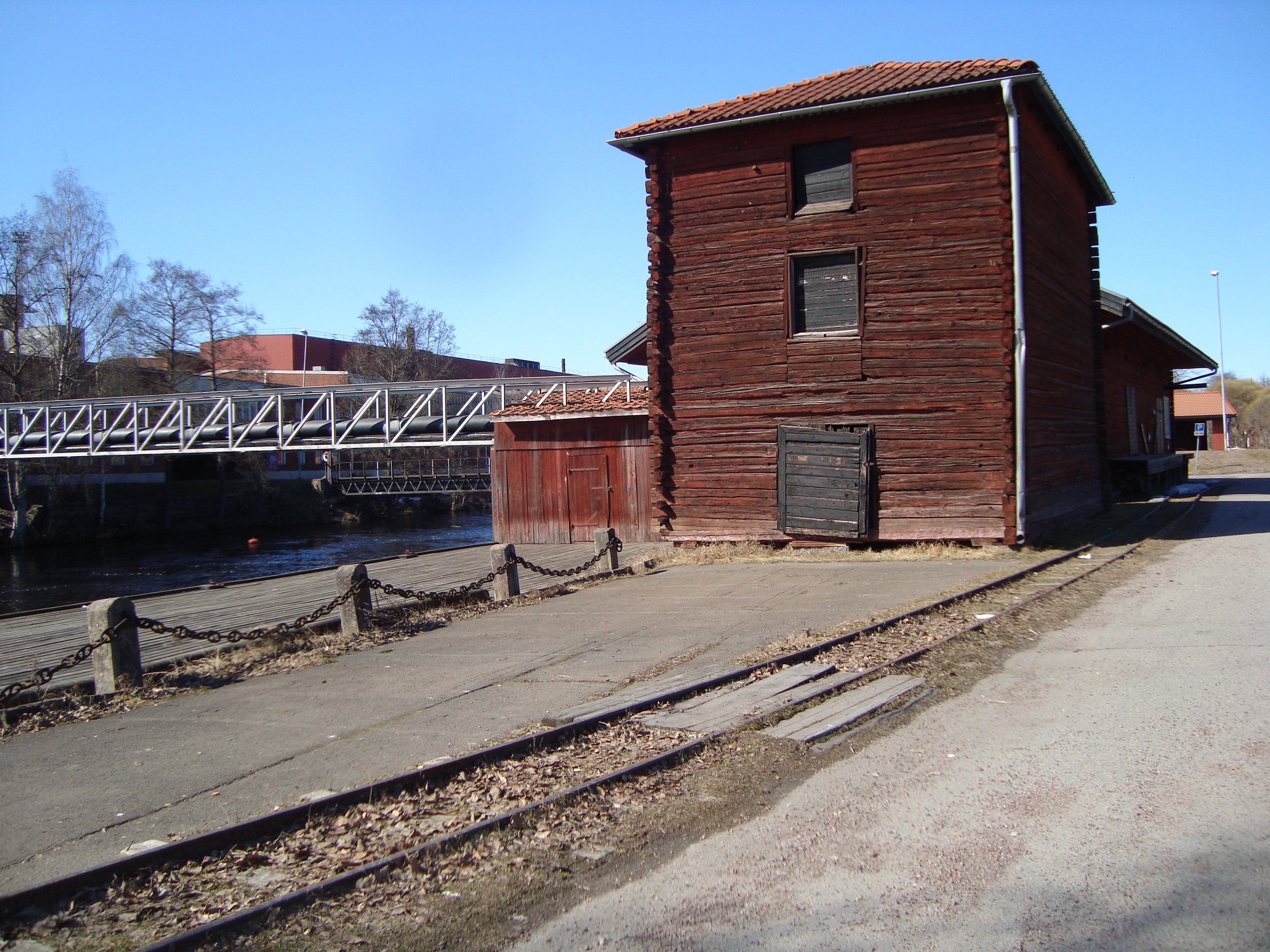
Magasinen vid Smedjebackens hamn och spåren efter WBJ.
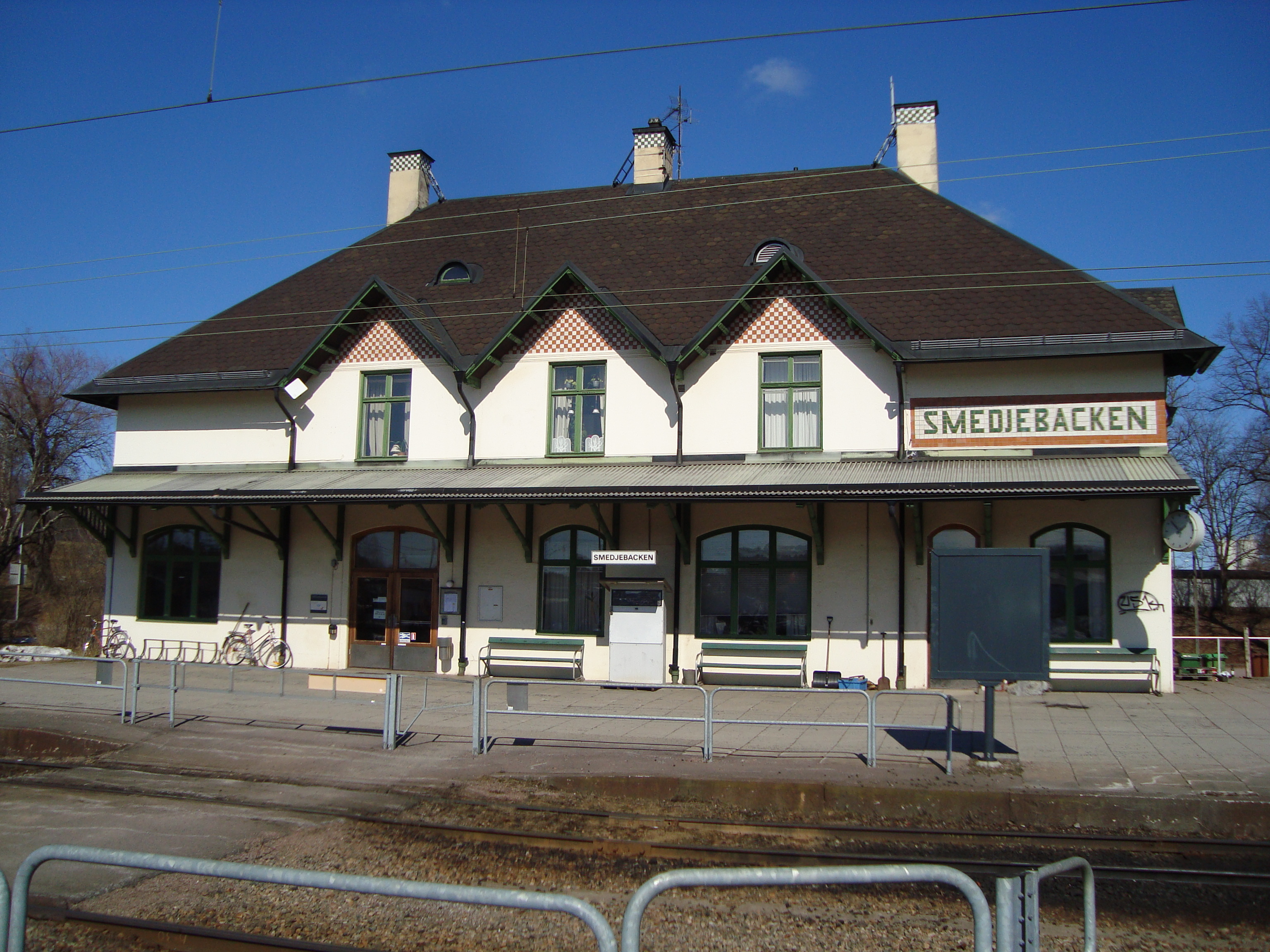
Smedjebackens järnvägsstation.
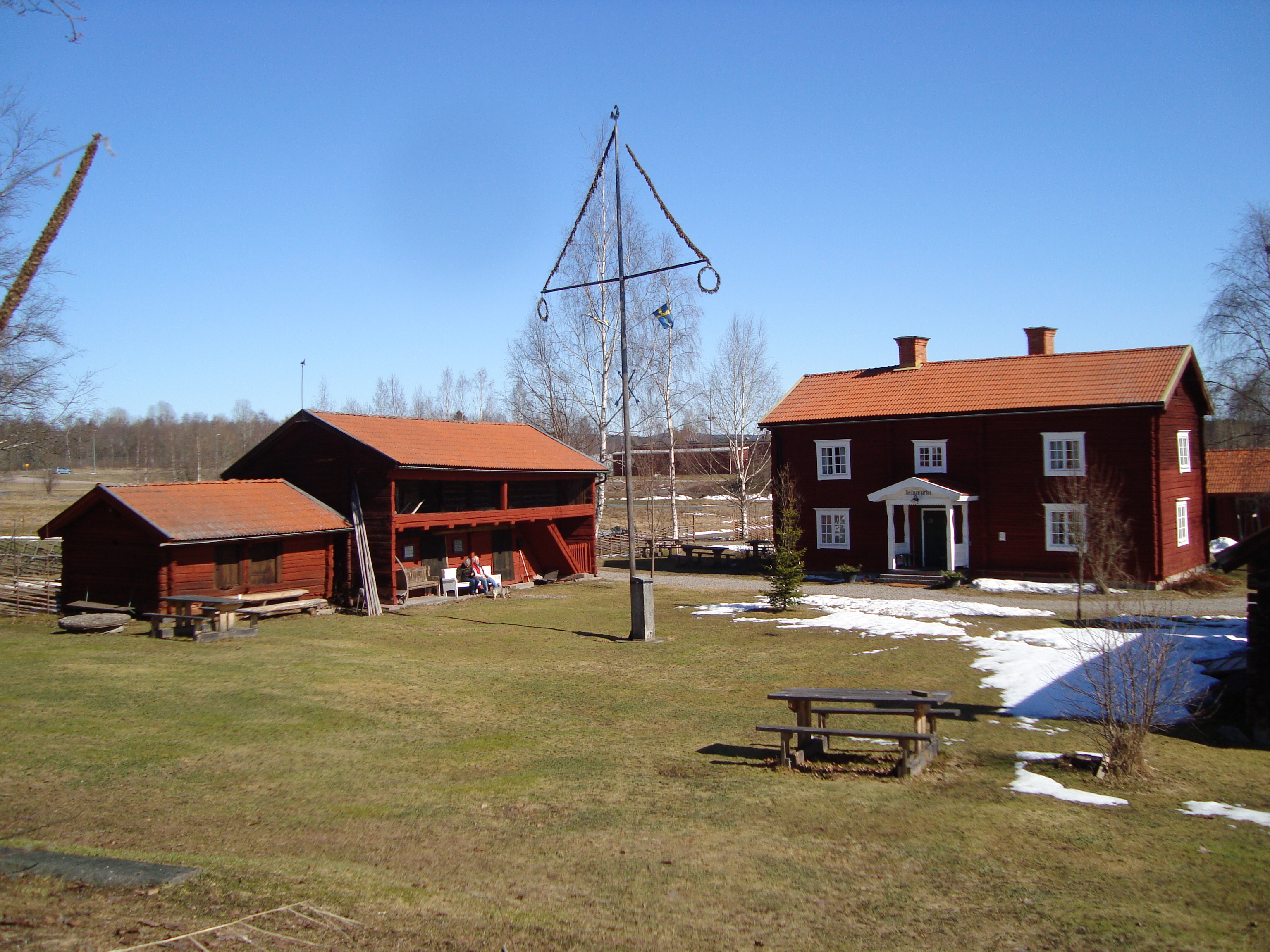
Norrbärke hembygdsgård.
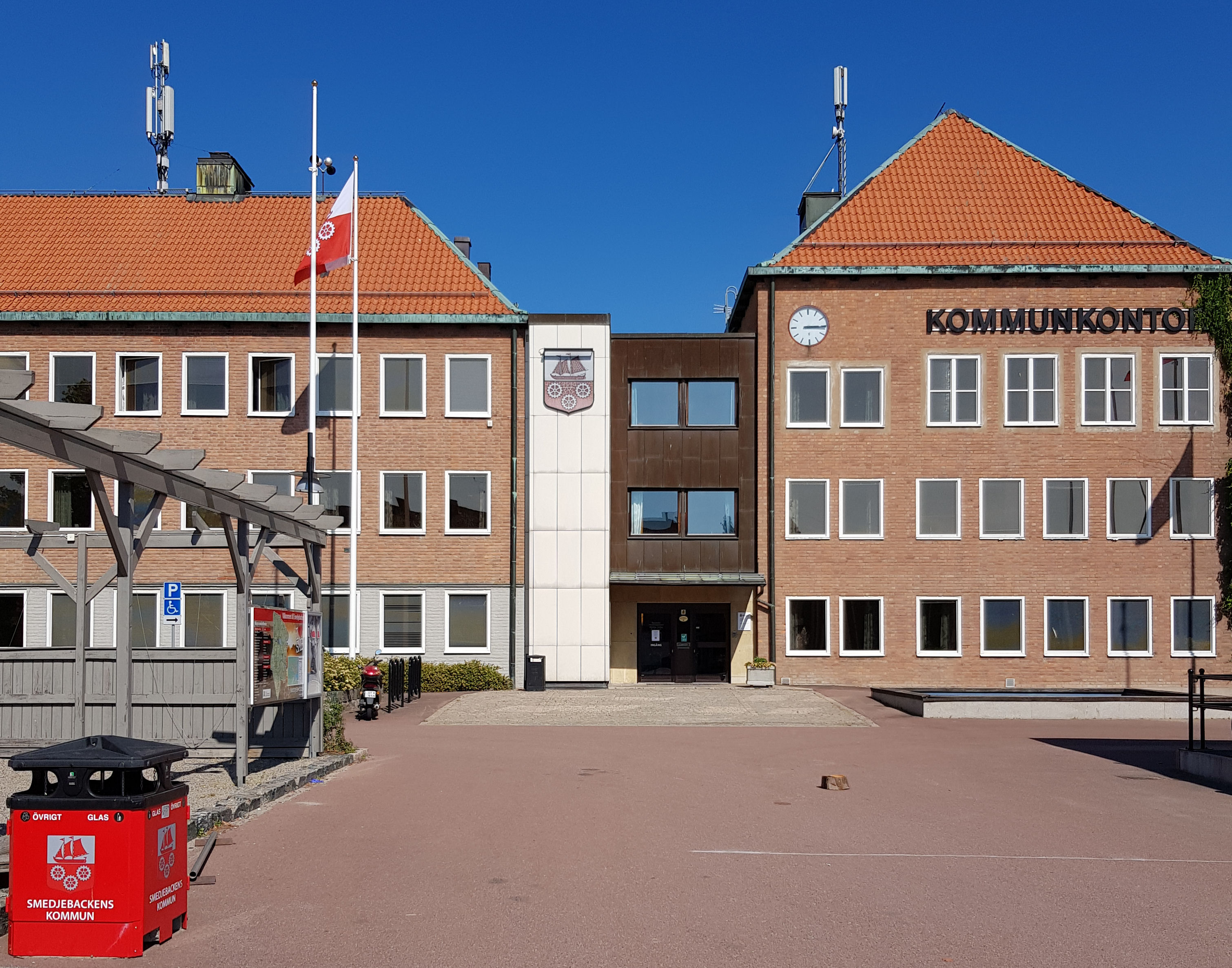
Smedjebackens kommunhus.